# Districte de Luba
El districte de Luba  és un districte de Guinea Equatorial, a la part occidental de la província Bioko Sud, a la regió insular del país. La capital del districte és Luba. El cens de 1994 hi mostrava 9.242 habitants. Compta amb 21 Consells de Poblats.